# ワン・ラヴ/ピープル・ゲット・レディ
「ワン・ラヴ/ピープル・ゲット・レディ」(One Love/People Get Ready) 、または「ワン・ラヴ」(One Love) は、ボブ・マーリー&ザ・ウェイラーズの1977年のアルバム『エクソダス』に収録された楽曲。1984年にシングルとして発売された。

## 解説
「ワン・ラヴ」が初めて発表されたのは1965年、マーリーが所属していたコーラスグループ、ウェイラーズのデビューアルバム『The Wailing Wailers』においてであった。
この曲はまた、インプレッションズの1965年の曲「ピープル・ゲット・レディ」のコード進行とメロディの一部を引用している。そのため、1977年に発表されたバージョンでは「ワン・ラヴ/ピープル・ゲット・レディ」と表記されている。

## ミュージック・ビデオ
マーリー没後の1984年、ボブ・マーリー&ザ・ウェイラーズのベストアルバム『レジェンド』発売に合わせてミュージックビデオが制作された。マーリーの生前の映像とロンドンを歩く少年の映像を軸に、ポール・マッカートニーやバナナラマ、マッドネスのチャス・スマッシュとサグスなどがカメオ出演している。
映像の断片のいくつかはマッドネスの楽曲「The Return of the Los Palmas 7」にも使われている。

## 使用例と影響
「ワン・ラヴ」は長年ジャマイカの観光を宣伝する曲として使用されている。2007年にはヴァージン・アトランティック航空のジャマイカ路線のCMソングとしてスティーブン・マーリーとリチャード・ブランソンが歌ったバージョンが制作された。
2008年のアメリカ映画『マーリー 世界一おバカな犬が教えてくれたこと』では、この曲がラジオから流れてきたことから主役の犬の名前が「マーリー」と決まるシーンがある。
2010年には日本の大和証券グループ本社がCMソングに採用した。また、同年公開の映画『シュレック フォーエバー』ではアントニオ・バンデラスがカバーした。